# Тупољев АНТ-1
Тупољев АНТ-1, (рус. Туполев АНТ-1), је једномоторни авион на клипно елисни погон мешовите конструкције руског произвођача ОКБ 156 Тупољев (Опитни конструкциони биро - Тупољев) намењен експерименту - примена нових материјала у авио конструкцијама. Припада етапи почетних радова А. Н. Тупољева на конструкцији авиона.

## Пројектовање и развој
Авион АНТ-1 је једномоторини авион код кога је први пут коришћена легура алуминијума кољчугалуминијум (легура: алуминијума, бакра, никла, мангана и магнезијума а назив добила по месту Кољчугинск у коме се налазила фабрика која га је производила.) направљена у Совјетском Савезу 1922. године а по својим особинама врло слична немачком дуралуминијуму. Рад на проналажењу материјала погодног за авио конструкције је почет још 1920. године. Већ 1921. године је добијена легура алуминијума са одговарајућим механичким особинама у облику лима а 1923. у облику ваљаних профила. Пошто је новодобијена легура била осетљива на корозију то је и овај проблем решен елоксирањем. Када је добијен нови материјал тада су људи из конструкционог бироа под вођством А. Н. Тупољева добили задатак да направе авион у који ће бити уграђен овај материјал Тако да се почетак рада на конструкцији авиона АНТ-1 сматра за почетак рада ОКБ 156 Тупољев (Опитни Конструкциони Биро - Тупољев). Рад на авиону је почео априла 1922. године а прототип је полетео 21. октобра 1923. године. Пробни пилот је био инжењер И. И. Погосскиј.

### Технички опис
Авион Тупољев АНТ-1 је нискокрилни конзолни једнокрилац мешовите конструкције, са једним клипно елисним ваздухом хлађеним шестоцилиндричним радијалним мотором Anzani снаге 35 KS италијанске производње, који је постављен на носу авиона. Мотор има двокраку дрвену елису са фиксним кораком. Авион има фиксни (неувлачећи) стајни трап са два точка постављених на круту осовину. Конструкција трапа је била везана за конструкцију трупа авиона. Трећа ослона тачка је била дрљача која се налази на репу авиона. Труп авиона је правоугаоног попречног пресека. Носећа структура авиона је направљена од цеви и профила направњених од кољчугалуминијума, док је конструкција крила била, дрвена ребрача а ребра крила су израђена од кољчугалуминијума. Оплата трупа и крила била је од платна само је предњи део трупа од мотора до пилотске кабине био обложен лимом од кољчугалуминијума. Кобилица и кормило су у потпуности израђени од кољчугалуминијума и обложени платном. Пилот је седео у отвореном кокпиту авиона заштићен ветробраном од плексигласа. од инструмената авион је био опремљен следећим инструментима: индикатор притиска уља, показивач брзине (обртомер) и дугме за паљење мотора

## Оперативно коришћење
Авион АНТ-1 је био експериментални авион на коме је требало да буде испитано да ли се кољчугалуминијум може користити као материјал за градњу авиона. То је био првенац касније многобројне фамилије авиона АНТ и Ту који су изашли из конструкционог бироа који је водио А. Н. Тупољев. После неколико летова покварио се мотор Anzani на авиону АНТ-1 (мотор је био полован при уградњи), с обзиром да други нису могли да набаве авион је стајајући пропадао. Када је направљена нова производна хала овај примерак је окачен на плафон где је суверено владао ваздушним простором хале све до 1937. године. Претпоставља се да је авион уништен у току рата заједно са осталим авионима фирме ОКБ 156 Тупољев, тако да данас нема сачуван ни један примерак овог авиона.

## Земље које су користиле овај авион
- СССР